# 克莱夫·怀特
克莱夫·怀特（英語：Clive White，1928年5月30日—），澳大利亚男子草地滚球运动员。他曾代表澳大利亚参加1974年英联邦运动会草地滚球比赛，获得男子单人银牌。